# Église Saint-Sulpice de Saint-Sulpice-sur-Risle
L'église Saint-Sulpice est une église catholique située à Saint-Sulpice-sur-Risle en France.

## Localisation
L'église est située dans le département français de l'Orne dans la commune de  Saint-Sulpice-sur-Risle.

## Historique
L'édifice constitue l'ancienne église priorale dépendant de l'abbaye Saint-Laumer de Blois. 
Le prieuré Saint-Sulpice date de la seconde moitié du XIe siècle, il a certainement possédé une chapelle dès cette époque, puisque Engenouf, seigneur de l’Aigle (mort lors de la bataille d'Hastings), destinait cette chapelle à être le lieu de sa sépulture.
À l’ouest de l’église du prieuré avait été construite dès le XIIe siècle une église paroissiale, les deux bâtiments n’étant séparés que par un passage de quelques mètres.
L’église visible aujourd'hui est issue de la réunion, en 1787, de l’église du XIIIe siècle et de la chapelle du XIIe siècle. Le mur-pignon oriental de l’église paroissiale fut abattu et la façade occidentale de l’église priorale supprimée pour permettre la réunion des deux églises. Pour cette raison, le chœur et la nef ne sont pas dans le même axe. Un clocher fut construit pour compléter l’ensemble.
Le prieuré est tenu par les Jésuites de 1619 à 1762.
L'édifice est agrandi au XVe siècle.
L'édifice est inscrit, tout comme les peintures, au titre des monuments historiques le 8 février 1988.

## Architecture et mobilier

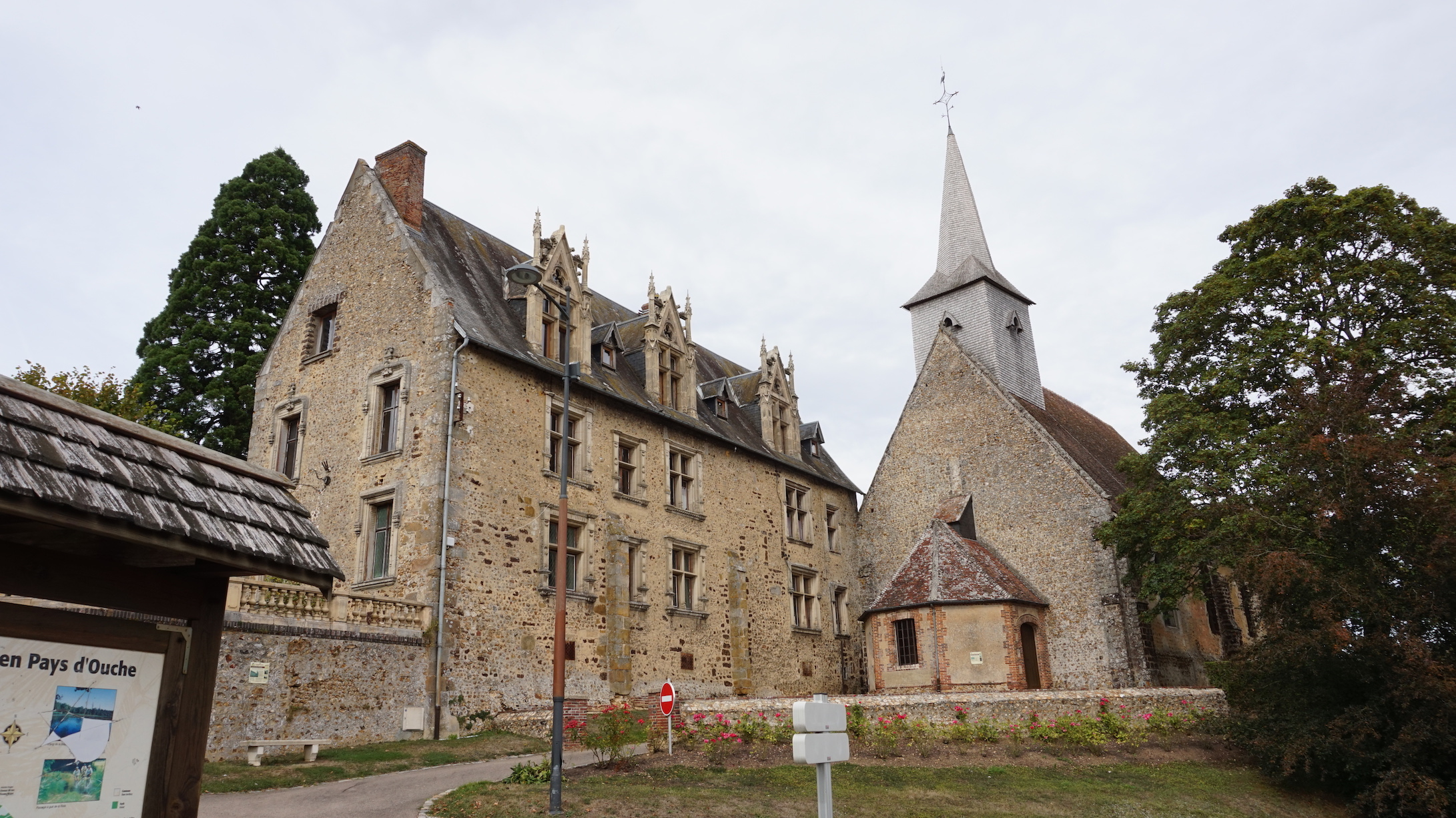
Église et prieuré de Saint-Sulpice-sur-Risle.

L'église conserve de remarquables peintures murales, dont un Jugement dernier.